# Gordon B. Hinckley
Gordon Bitner Hinckley, född 23 juni 1910 i Salt Lake City, Utah, död 27 januari 2008 i Salt Lake City, Utah, var den 15:e presidenten för Jesu Kristi Kyrka av Sista Dagars Heliga. 

## Biografi

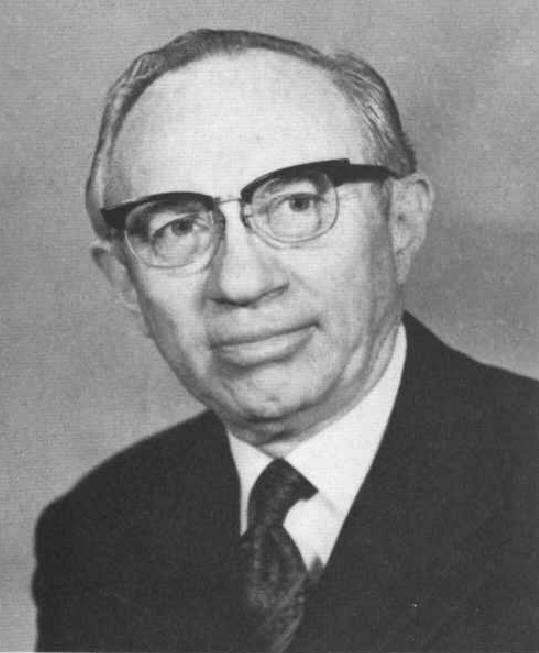
Gordon B. Hinckley, 1976.

Hinckley var en fjärde generationens mormon. Han föddes i Salt Lake City som son till Bryant Stringham Hinckley och Ada Bitner Hinckley. Gordon Hinckley och hans hustru, Marjorie Pay Hinckley, hade fem barn, tjugofem barnbarn och trettioen barnbarnsbarn. 
Efter skolgång i Salt Lake City och examen vid University of Utah 1932 verkade Hinckley två år som missionär i Storbritannien och senare också en kort period i Berlin och Paris. När han avlöstes från sin mission kallades han av kyrkans dåvarande president, Heber J Grant, att organisera kyrkans informationstjänst. I tjugo år var han ansvarig för kyrkans alla offentliga kontakter. Från 1951 till 1958 hade han hand om hela kyrkans missionsprogram. 
Hinckley blev kyrkans president den 12 mars 1995 efter Howard W. Hunters död. Innan han blev president hade han verkat fjorton år som rådgivare i första presidentskapet, den högsta ledningen i kyrkan, åt Hunter och dennes föregångare, Ezra Taft Benson. Dessförinnan var han medlem av de tolv apostlarnas kvorum sedan 1961. 
Uppdragen för kyrkan tog Hinckley runt världen. Han invigde fler heliga tempel än någon annan ledare i kyrkans historia. Han skrev och redigerade flera böcker och ett stort antal lektionsböcker, broschyrer och skrifter. Som president översåg han också byggandet av kyrkans stora konferenscenter och renovering av Tabernaklet i Salt Lake City.
Förutom uppdragen i kyrkan var Hinckley verksam i samhället och affärslivet. Han mottog flera utmärkelser inom undervisning och gavs hedersdoktorat vid flera universitet. Han erhöll också Silver Buffalo Award från Boy Scouts of America och hedrades av National Conference of Christians and Jews för sina insatser för att öka toleransen och förståelsen i världen, samt Frihetsmedaljen från George W. Bush. 
Hinckley förblev kyrkans president till sin död den 27 januari 2008 och efterträddes som president av Thomas S Monson.